# Diocesi di Albenga-Imperia

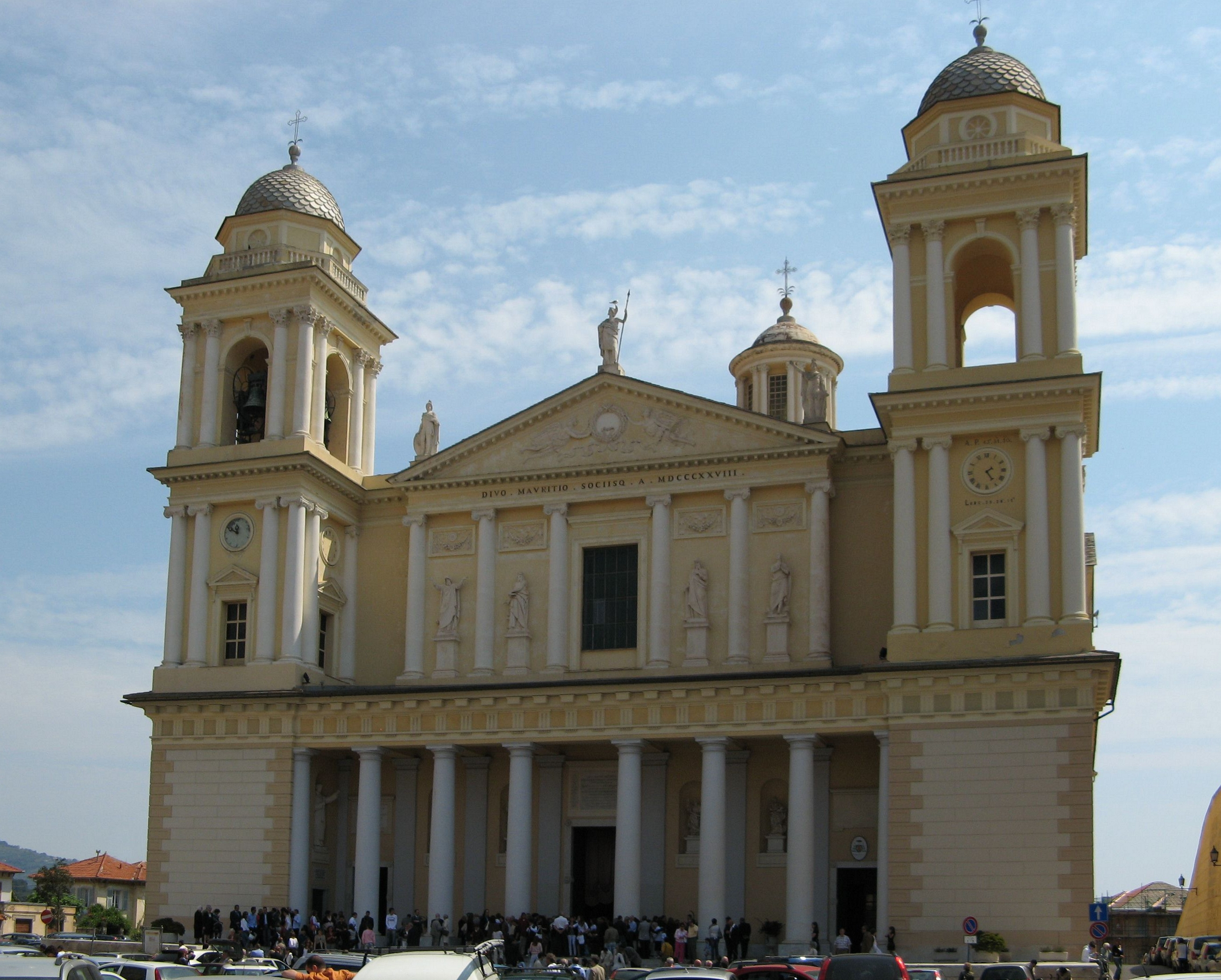
Concattedrale di San Maurizio, a Porto Maurizio, Imperia

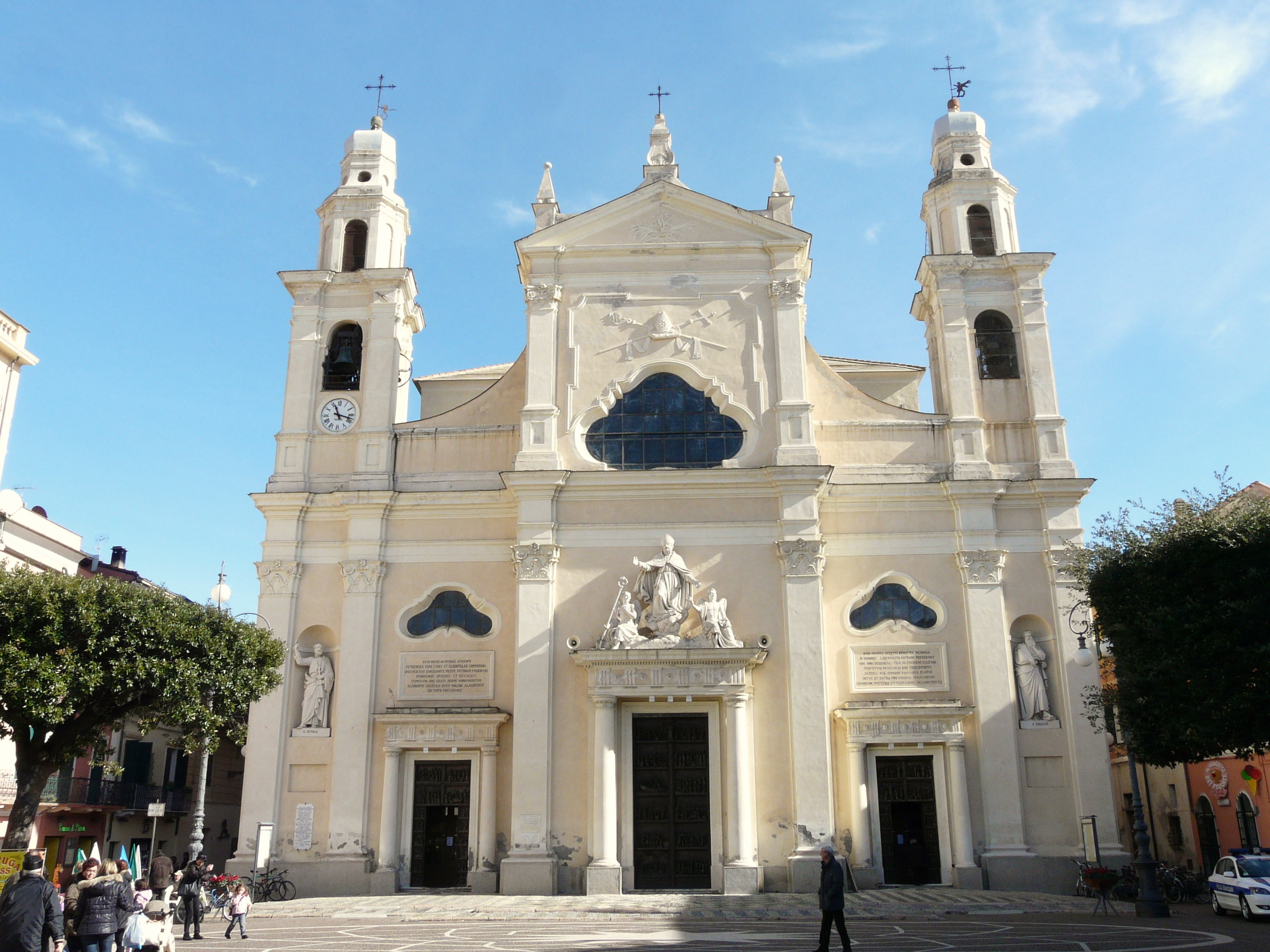
La basilica minore di San Nicolò a Pietra Ligure

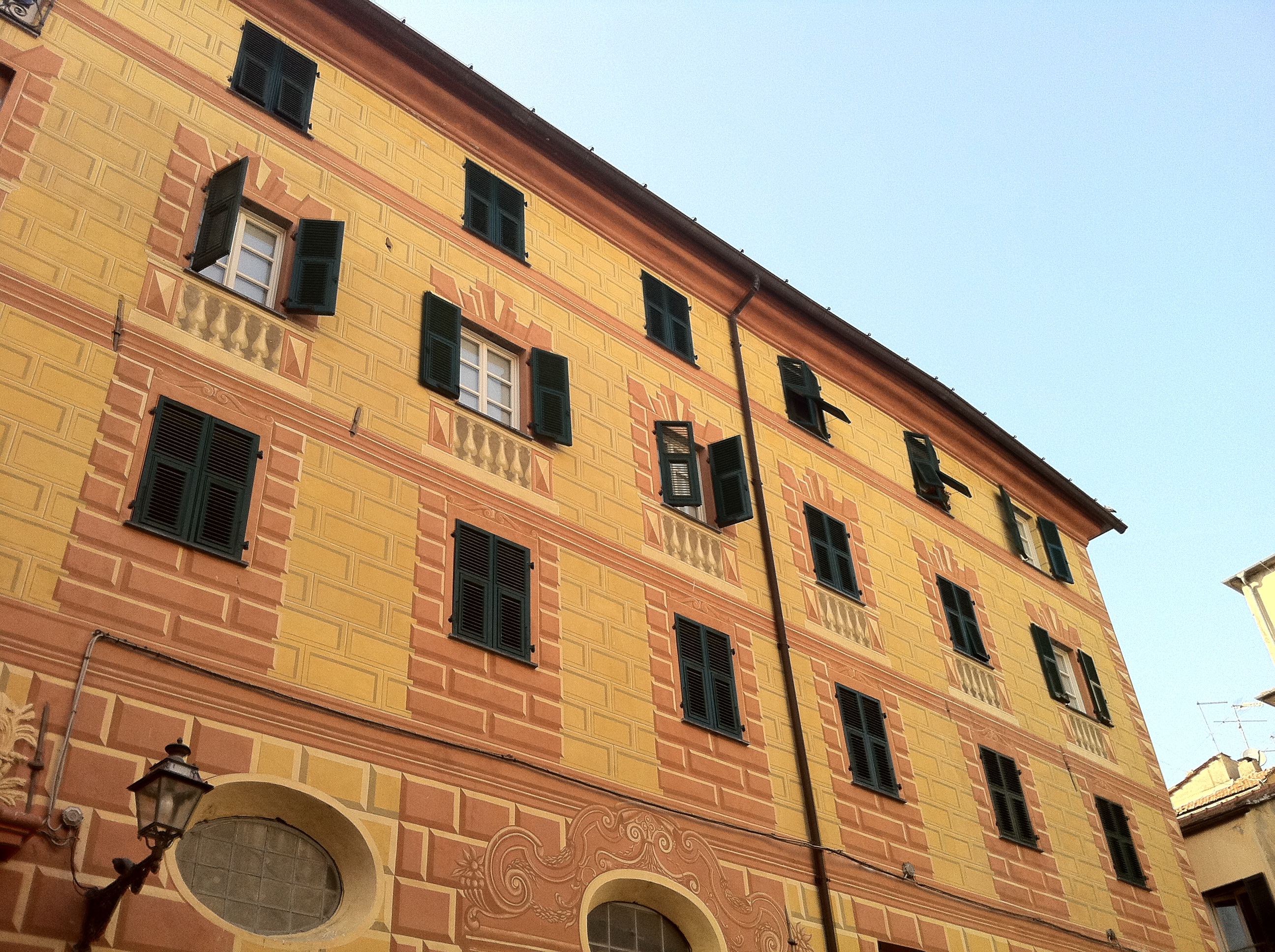
L'antica sede del seminario vescovile di Albenga

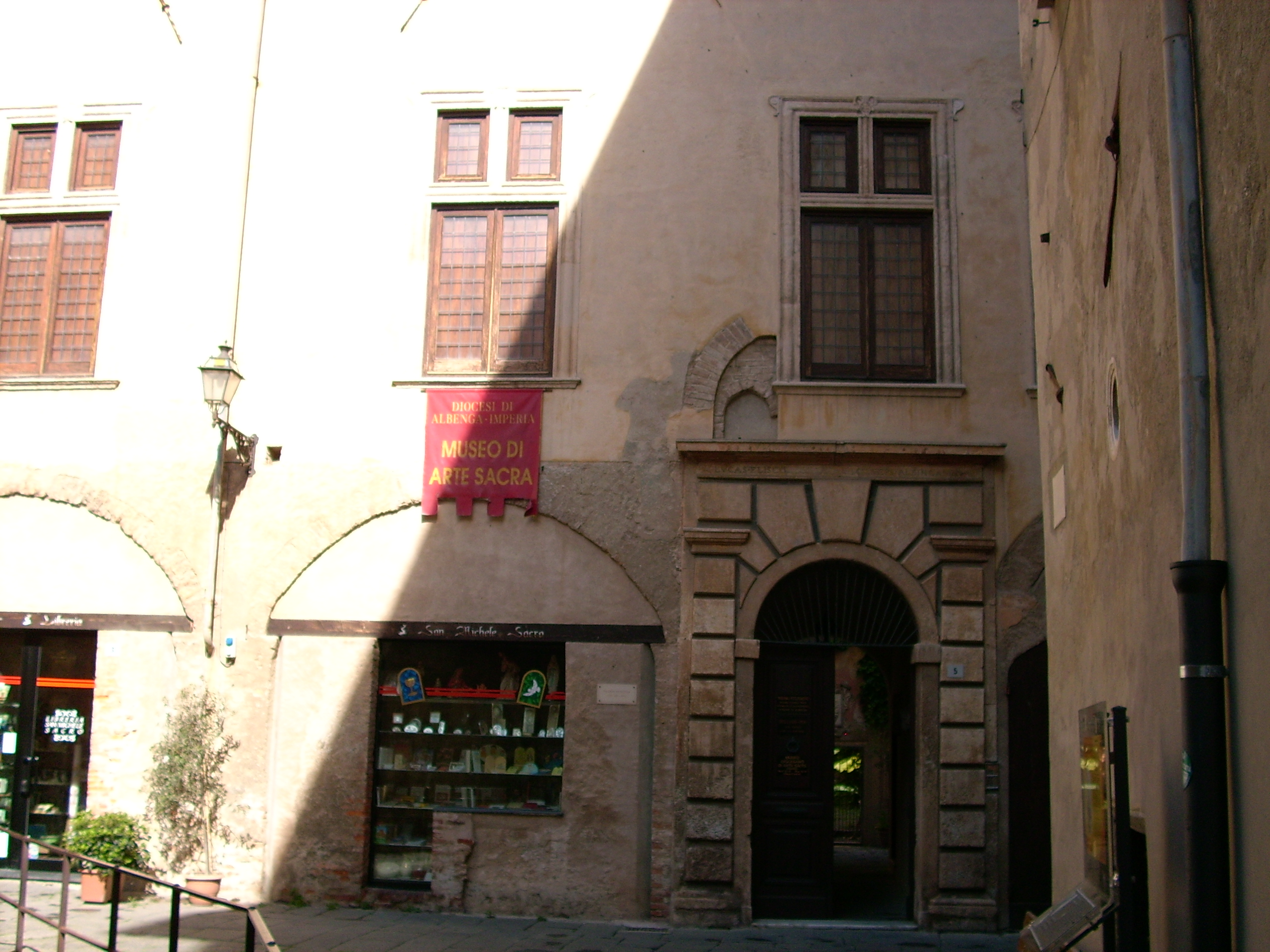
Il museo diocesano d'arte sacra ha sede nell'antico palazzo vescovile nel centro storico di Albenga

La diocesi di Albenga-Imperia (in latino Dioecesis Albingaunensis-Imperiae) è una sede della Chiesa cattolica in Italia suffraganea dell'arcidiocesi di Genova e appartenente alla regione ecclesiastica Liguria. Nel 2022 contava 153.000 battezzati su 172.000 abitanti. È retta dal vescovo Guglielmo Borghetti.

## Territorio
La diocesi comprende la parte occidentale della provincia di Savona e la parte orientale della provincia di Imperia.
Sede vescovile è la città di Albenga, dove si trova la cattedrale di San Michele Arcangelo. A Imperia la basilica di San Maurizio funge da concattedrale della diocesi. Nel territorio diocesano sorgono altre due basiliche minori: San Giovanni Battista a Imperia e San Nicolò a Pietra Ligure.
Il territorio della diocesi si estende su 979 km² ed è suddiviso in 161 parrocchie, distribuite fra:
- la provincia di Savona, nei comuni di Alassio, Albenga, Andora, Arnasco, Balestrino, Boissano, Borghetto Santo Spirito, Borgio Verezzi, Casanova Lerrone, Castelbianco, Castelvecchio di Rocca Barbena, Ceriale, Cisano sul Neva, Erli, Finale Ligure (frazioni di Gorra e Olle), Garlenda, Giustenice, Laigueglia, Loano, Magliolo, Nasino, Onzo, Ortovero, Pietra Ligure, Stellanello, Testico, Toirano, Tovo San Giacomo, Vendone, Villanova d'Albenga e Zuccarello;
- e la provincia di Imperia, nei comuni di Aquila d'Arroscia, Armo, Aurigo, Borghetto d'Arroscia, Borgomaro, Caravonica, Cervo, Cesio, Chiusanico, Chiusavecchia, Civezza, Cosio di Arroscia, Diano Arentino, Diano Castello, Diano Marina, Diano San Pietro, Dolcedo, Imperia, Lucinasco, Mendatica, Montegrosso Pian Latte, Pietrabruna (solo il capoluogo), Pieve di Teco, Pontedassio, Pornassio, Prelà, Ranzo, Rezzo, San Bartolomeo al Mare, Vasia, Vessalico e Villa Faraldi.

## Storia
La tradizione locale fa di Albenga, tra il 121 e il 125, la scena del martirio di san Calocero, originario di Brescia, un ufficiale della corte dell'imperatore romano Adriano; gli atti del suo martirio, insieme a quelli dei santi Faustino e Giovita, non sono totalmente verificati; tuttavia sul presunto luogo di sepoltura del Santo si riuniva la prima comunità cristiana ingauna, e dagli scavi archeologici è emerso che tale luogo fosse un posto di sepoltura privilegiato già in epoca imperiale, e sul quale nacque in seguito l'importante monastero di San Calocero al Monte.
Nel processo di evangelizzazione di Albenga ebbe importanza anche san Calimero, vescovo di Milano, nella seconda metà del III secolo; questo legherebbe la diffusione del cristianesimo ad Albenga e nella riviera di Ponente alla diocesi ambrosiana.
Le evidenze archeologiche dimostrano come già nel V secolo in città vi era una fiorente comunità cristiana; a questo periodo infatti risalgono la fondazione della cattedrale e del battistero di Albenga, nonché delle chiese cimiteriali extra moenia di San Calocero e di San Vittore. Inoltre la presenza di san Martino di Tours sull'isola Gallinara poco dopo la metà del IV secolo "sembra provare, già un secolo prima della citazione del vescovo Quintius, l'esistenza di un polo di vita cristiana organizzato, cui il santo avrebbe potuto far riferimento nella scelta del suo soggiorno eremitico".
La conoscenza della diocesi sembra essere piuttosto tardiva, istituita quasi sicuramente dopo la morte di sant'Ambrogio. Il primo vescovo di cui si abbia notizia certa è Quinzio, che nel 451 firmò la lettera sinodale di Eusebio, vescovo di Milano, a papa Leone I; nella lettera si stabiliva la condanna di Nestorio ed Eutiche (Mansi); tuttavia risulta essere la prima del ponente ligure, visto che si è a conoscenza di vescovi di Ventimiglia e Vado solo nel 680 per la loro presenza a un concilio romano.
Originariamente suffraganea dell'arcidiocesi di Milano, la diocesi era limitata a nord dallo spartiacque alpino; a est arrivava a Finale Ligure e a ovest comprendeva tutto il territorio dell'attuale Sanremo. La scoperta di un edificio ecclesiastico con fonte battesimale presso Riva Ligure e databile al VI secolo rivelano un'organizzazione cristiana delle campagne e testimoniano anche una certa organizzazione pievana del territorio.
Nei secoli successivi le notizie sui vescovi di Albenga sono frammentarie fino all'XI secolo. Gli scavi archeologici hanno riportato alla luce il nome di un vescovo, finora ignoto, Benedetto, contemporaneo di Quinzio. Al concilio provinciale di Milano del 679, che si espresse contro il monotelismo, prese parte il vescovo Bono di Albenga; lo stesso prelato partecipò, l'anno successivo, al sinodo romano in preparazione al concilio ecumenico del 680-681. Altri due vescovi, Iuncio e Martiriano, collocabili storicamente tra la metà del VI e la metà dell'VIII secolo, sono menzionati negli Acta Sancti Martiriani episcopi et martiris. Di epoca pre-carolingia è il vescovo Desiderio, che consacrò la chiesa dell'abbazia di San Pietro in Varatella. Egidulfo prese parte al concilio provinciale di Milano dell'864 la cui posizione era quella della salvaguardia dell'ordinamento ecclesiastico e del controllo del vescovo sul territorio della diocesi. Da una cronaca catalana sembra che San Martiniano e il suo predecessore Juncius furono vescovi di Albenga nel VI-VII secolo. Chiude il IX secolo il vescovo Benedetto Revelli, prima abate del monastero dell'isola Gallinara e poi eletto vescovo di Albenga, venerato nel Medioevo e canonizzato nel XVII secolo. Nell'825 Albenga è una delle città (assieme a Ventimiglia e Vado) dove devono andare a studiare i ragazzi secondo il capitolare di Lotario I, mentre i chierici devono andare a studiare a Torino.
Ebbero notevole importanza i monasteri benedettini che contribuirono al consolidamento religioso della diocesi. Tra questi, in particolare, il monastero dell'isola Gallinara, dirimpetto ad Albenga, che ottenne da papa Benedetto IX nel 1044 l'esenzione dalla giurisdizione vescovile, e che ottenne diverse proprietà e munificenze in Italia, in Catalogna, in Provenza e in Corsica. Nel 1064 la curia di Albenga era ancora sotto le curie lombarde, alle quali deve una rendita annuale. Il presule ingauno Eremberto era presente al sinodo di Pavia il 25 ottobre 1046, unico tra i vescovi liguri, primo incontro con il re Enrico III il Nero, che rappresentava una riunione di corte al fine di stabilire la sua discesa su Roma, il che ancora una volta testimonia il legame tra l'Ingaunia e il Regno Italico.
Grazie a un documento copiato nel Seicento datato 29 giugno 1076 dove la diocesi concedeva all'Abbazia di San Pietro in Varatella un mulino in Toirano, firmato con l'espresso assenso di 22 canonici della cattedrale elencati in ordine di dignità, di dodici milites Sancti Ioanis, alla cui testa c'è Conradus, advocato dell'episcopio, ci dimostra che la curia era organizzata con al vertice il vescovo Deodato, affiancato da un folto gruppo di canonici e da una clientela armata, con ruoli ben definiti e che presuppone un notevole patrimonio, ma soprattutto risulta essere un importante riferimento politico. Albenga fa parte del Regno Italico con capitale Pavia e con dipendenza ecclesiastica dal metropolita di Milano. Nel 1127 viene concesso da Bonifacio del Vasto al vescovo ingauno il monastero di San Lorenzo di Varigotti, e sono saldi i apporti tra la città e Lerino. Il vescovo Ottone nel 1149 è impegnato ad aumentare la fortuna dell'abbazia di San Pietro in Varatella e nel 1142 conferma a Santo Stefano di Genova le chiese di Santo Stefano di Sanremo e di Villaregia.
In questa fase il territorio della Valle Arroscia e dell'albenganese da Finale Ligure a Porto Maurizio era amministrato con un sistema pievano, tranne il distretto del dianese che subiva ancora influenze relative alla presenza di San Pietro in Ciel d'Oro.
Nel 1169 il monastero dell'isola Gallinara fu sottomesso all'autorità degli arcivescovi di Genova; infine nel 1473, contemporaneamente alla perdita delle proprietà più prestigiose, viene concesso in commenda. Nel 1179 alla pace in Laterano tra l'Impero e la Lega dei comuni italiani, era presente il vescovo Lanterio a rappresentanza della Marca di Albenga.
Nel 1159 papa Alessandro III aveva assegnato la diocesi alla provincia ecclesiastica dell'arcidiocesi di Genova, ma il provvedimento non trovò immediata attuazione, tanto che ancora nel 1213 papa Innocenzo III ribadì al vescovo Enrico la sottomissione dovuta all'autorità metropolitica degli arcivescovi genovesi. Fu proprio a partire dal XIII secolo che si fecero più stretti i legami con Genova. Segno di questo stretto rapporto è il lungo episcopato di Lanfranco di Negro (1255-1288), genovese: alienò diversi beni della mensa vescovile a favore di famiglie genovesi; inserì diversi genovesi nel capitolo della cattedrale; durante il suo episcopato gli ordini mendicanti fecero il loro ingresso in diocesi.
Nel 1292 il seggio vescovile di Albenga era vacante, e venne nominato il cevese Nicolo Guascone (o Vascone dei Marchesi di Ceva) da papa Niccolò IV il 29 gennaio dello stesso anno. Altri cevesi occuparono la cattedra diocesana nella prima metà del XIV secolo. Federico di Ceva, figlio di Benedetto dei Marchesi di Ceva, signore di Montezemolo, che venne eletto vescovo il 4 dicembre del 1330 all'età di soli 22 anni, per la quale ottenne una dispensa da papa Giovanni XXII per la sua conoscenza e per i meriti già ottenuti. Il 7 aprile 1334 ordinò il sinodo diocesano, i cui atti furono pubblicati il 2 maggio successivo. Anche per questo papa Benedetto XII con una lettera del 27 maggio 1336 lo incaricò di informarsi e di provvedere a sistemare problemi sorti tra il marchese del Carretto di Savona e Teodosio vescovo di Noli. Il 31 luglio del 1337 approvò gli statuti capitolari dei canonici della sua cattedrale. Morì nel 1349 e il 18 febbraio dello stesso anno gli succedette il probabile nipote Giovanni dei marchesi di Ceva e consignore di Priero e Sale. Dal 1380 al 1419 il vescovo fu Girberto Fieschi, che amministrò la diocesi tramite dei vicari senza essere mai troppo presente. Gli succedette Antonio Da Ponte, presule attento all'ambito artistico, che portò a termine i lavori per il nuovo coro della cattedrale anche grazie alla possibilità datagli da papa Martino V di poter vendere indulgenze durante le festività conluant ad eandem ecclesiam et ad eius conservationem seu fabricam manus prompte porrigant adiutrices. Nel 1427 il presule ingauno fu Matteo del Carretto, che partecipò al Concilio di Basilea contrastando in gran parte la linea romana, per poi tornare sui suoi passi e riappacificarsi prima che fosse troppo tardi.
Tra il XV e il XVI secolo emerge la figura del vescovo Leonardo Marchese (1476-1513), «di famiglia albenganese, cui si ascrivono l'attenta cura del territorio diocesano, la fondazione di nuove parrocchie, la riorganizzazione dei beni della curia, ma anche raffinata cultura: lo provano gli splendidi codici miniati di cui il vescovo dota la biblioteca capitolare».
Carlo Cicala (1554-1572), dopo aver preso parte al concilio di Trento, fu tra i primi ad applicare concretamente le sue disposizioni. L'8 maggio 1564 convocò il primo sinodo diocesano. Il 21 aprile 1569 istituì il seminario vescovile nel chiostro della cattedrale, che ebbe un nuovo edificio nel 1622 prima di trasferirsi nell'attuale sede nel 1929. Il numero dei sinodi si moltiplicarono con i successivi vescovi: Luca Fieschi ne convocò tre, Vincenzo Landinelli e Pier Francesco Costa due ciascuno. A quest'ultimo vescovo si deve anche la redazione, attuata dal canonico Gio Antonio Panieri, della monumentale opera, rimasta manoscritta e conservata negli archivi diocesani, intitolata Sacro, e vago Giardinello, fondamentale per la conoscenza dello stato della diocesi di Albenga nella prima metà del XVII secolo.
Alla fine del XVI secolo il vescovo della diocesi è Luca Fieschi, proveniente da una ricca famiglia genovese, che metterà gran parte del suo patrimonio nel rifacimento della Cattedrale ingauna, adattata ai canoni tridentini con un'importante ristrutturazione. Tuttavia non ebbe vita facile, tant'è che la visita di fine secolo del Mascardi sarebbe stata voluta dalla Santa Sede per vedere l'operato del vescovo, che tuttavia viene lodato per i lavori fatti in tutte le chiese della diocesi. Un documento non pervenuto del 1600 sarebbe stato compilato da presuli e importanti cittadini più conservatori, che avrebbero contestato l'operato del vescovo e che avrebbe provocato la visita in diocesi di un commissario e la convocazione a Roma del vescovo per rendere conto del suo operato. Un documento inviato dal Comune a Roma, chiede che il vescovo fosse presente in Città nella Quaresima dell'anno giubilare e che possano essere terminati i lavori per la fine del giubileo. Luca Fieschi morì ad Albenga nel 1610 e viene sepolto nella cappella di San Riccardo, dove il suo successore Pier Francesco Costa erigerà un busto e apporrà una lapide in suo ricordo, che verrà in seguito trasportata in sacrestia.
Dopo san Benedetto, vescovo del IX secolo, nel Settecento la diocesi dette alla Chiesa un altro santo, Leonardo da Porto Maurizio, frate dei Minori riformati: «predicatore di grandissimo rilievo in tutta Italia ma soprattutto a Roma, egli è la figura centrale del grande giubileo del 1750, e propagatore della pratica della Via Crucis, che per primo predica al Colosseo appunto nell'Anno Santo voluto da papa Benedetto XIV».
Nel primo Ottocento la diocesi vide ridimensionata la sua ampiezza territoriale. Tra il 1803 e il 1804 quattro parrocchie delle valli di Albenga sul crinale alpino (ossia la frazione garessina di Cerisola nonché Alto, Caprauna e Nasino; in Val Pennavaira) passarono alla diocesi di Mondovì. Nel 1831, inoltre, venticinque parrocchie della parte occidentale furono annesse alla diocesi di Ventimiglia: e cioè quelle dei comuni odierni di Sanremo, Taggia, Badalucco, Montalto Carpasio, Triora, Bajardo, Ceriana, Coldirodi, Castellaro, Terzorio, Pompeiana, Riva Ligure, Santo Stefano al Mare, Cipressa, Lingueglietta, Costarainera, San Lorenzo al Mare, Pietrabruna (frazioni di Boscomare e Torre Papponi), Molini di Triora e Ospedaletti.
Tra i vescovi dell'Ottocento, figura di rilievo fu Raffaele Biale (1840-1870) che favorì e migliorò gli studi teologici del clero e favorì l'invio in missione di sacerdoti diocesani. Già nel 1816 un sacerdote di Triora, Giovanni da Molini, morì martire in Cina. I primi due patriarchi della restaurata sede di Gerusalemme dei Latini erano originari della diocesi: Giuseppe Valerga di Loano e Vincenzo Bracco di Torrazza.
L'Ottocento vide poi la nascita in diocesi di alcune congregazioni religiose femminili: nel 1836 Teresa Monaldo fondò a Loano le suore della Visitazione; ancora a Loano nel 1885, Maria Francesca di Gesù Rubatto fondò le suore terziarie cappuccine; nel 1848 Maria Leonarda Ranixe istituì le suore clarisse della Santissima Annunziata.
Nel Novecento, «per molti anni è vescovo di Albenga Angelo Cambiaso, che vive gli anni per lui durissimi delle due guerre, intervenendo ripetutamente presso il comando tedesco fino al 1945, in particolare offrendosi come ostaggio in luogo di più di centocinquanta prigionieri civili, il 29 settembre 1943».
L'8 luglio 1949, con la lettera apostolica Qua Augustus Imperator, papa Pio XII proclamò la Beata Maria Vergine, nota con il titolo di Madonna di Pontelungo, patrona principale della città e della diocesi di Albenga.
Il 2 febbraio 1965 la diocesi reincorporò la parrocchia di Nasino, che era appartenuta alla diocesi di Mondovì dal 1804.
Data l'importanza assunta dalla città di Imperia, capoluogo di provincia, il nome della diocesi è stato cambiato in diocesi di Albenga-Imperia il 1º dicembre 1973 e la basilica di San Maurizio eretta a concattedrale della diocesi.

### La diocesi di Albenga-Imperia
Il 17 dicembre 1973 monsignor Piazza indirizzò una lettera di riconoscenza a Paolo VI per aver sciolto il secolare problema della richiesta onegliese prima e di Imperia poi di avere una sede vescovile.
Tutto ebbe inizio il 6 gennaio 1946, data della morte di monsignor Cambiaso. Già nel 1923, quando Imperia subentrò a Porto Maurizio come capoluogo di provincia, i pubblici amministratori non facevano mistero di voler inserire nella provincia l'intero circondario albenganese. Il 29 gennaio 1946 l'allora prefetto di Imperia, Ambrogio Viale, indirizzò al cardinale Pietro Boetto, nella speranza di farsi tramite di un'istanza  presso la Santa Sede, un memoriale di 12 punti per risolvere l'anacronistica situazione di un capoluogo di provincia sprovvisto di sede episcopale... facendosi interprete del comune sentire del clero e del laicato sulla porzione del territorio  occidentale della diocesi fino ai confini della diocesi di Ventimiglia proponendo una soluzione del problema che fosse onorevole ed accettabile... infine concludendo che: per quanto città e residenza di vescovi antichissima (Albenga) non può in alcun modo competere con Imperia.
Il prefetto Viale aggiungeva argomentazioni di primo Ottocento e prospettava una soluzione residenziale con chiesa e palazzo vescovile nel rione di Porto Maurizio. Questa lettera giunse alla sede dell'arcivescovado genovese il 31 gennaio, all'alba del quale si era spento il cardinale Boetto. Dopo, alla data del 18 febbraio 1946 veniva comunicato il trasferimento nella sede ingauna di monsignor Raffaele De Giuli, il quale prese a cuore il problema, essendo allora l'episcopato afflitto da problemi di scarse entrate. Inoltre il palazzo vescovile ingauno andava ristrutturato, mentre gli si offriva, a Imperia per abitazione (e sede degli uffici curiali) il palazzo di Piazza del Duomo, oggi sede della questura. Una parte del clero, del capitolo della cattedrale e del laicato espresse invece forti perplessità.
La svolta avvenne nel 1949 quando il marchese Domenico Donato del Carretto (1865-1954) fece dono alla curia del suo palazzo patrizio con torre medievale situato nel centro storico albenganese. Nell'atto notarile vincolò la donazione con la clausola che divenisse la sede del vescovo, altrimenti il palazzo sarebbe tornato nella disponibilità della famiglia e dei suoi eredi. Va ricordato che nel Concordato del 1929 era prevista "la corrispondenza fra circoscrizione provinciale con quella diocesana", con "riduzione delle diocesi quando queste si renderanno vacanti".
Quando Paolo VI (1965) trasferì monsignor Gilberto Baroni da Albenga a Reggio Emilia sostituendolo con monsignor Piazza e quattro mesi dopo, alla morte avvenuta a Ventimiglia del locale vescovo monsignor Agostino Rousset (1887-1965) si riaprì ancora la spinosa questione, risolta però nell'ottobre del 1967, quando il parlamento nella revisione del Concordato stipulò la rinuncia dello Stato ad avere l'identità di confini fra diocesi e province.
Paolo VI stabilì che le diocesi vitali non dovessero essere soppresse con numero di fedeli superiore a 70.000. Albenga e Imperia insieme rientravano positivamente in questo caso. La richiesta di monsignor Piazza di avere il nome delle due città fu accolta il 3 dicembre 1973 e vidimato dal cardinale Sebastiano Baggio. La concattedrale diveniva la già sopracitata basilica di San Maurizio dove il 1⁰ gennaio 1974 vi fu la solenne celebrazione liturgica con spiegazione del decreto pontificio che nominava la nuova diocesi di Albenga-Imperia.

## Cronotassi dei vescovi
Si omettono i periodi di sede vacante non superiori ai 2 anni o non storicamente accertati.
- Quinzio † (menzionato nel 451)
- Benedetto I † (V secolo)[22]
- Gaudenzio? † (menzionato nel 465)[23]
- Anonimo † (menzionato nel 552)[24]
- Onorato? † (menzionato nel 585)[25]
- Iuncio † (VI/VIII secolo)
- San Martiriano † (VI/VIII secolo)[26]
- Bono † (prima del 679 - dopo il 680)
- Desiderio † (prima del IX secolo)[27]
- Egidulfo † (menzionato nell'864)[4]
- San Benedetto II, O.S.B. † (prima dell'885 - 16 febbraio 900 deceduto)
- Ingo o Ingolfo? † (prima del 940 - dopo il 962)[28]
- Anonimo † (? - 998 dimesso)
- Erimberto † (menzionato nel 1046)
- Diodato, O.Carth. † (prima del 1075 - circa 1098 deposto)[29]
- Adalberto (o Aldeberto) † (prima del 1103 - 2 dicembre 1124 deceduto)[30]
- Ottone † (1125 - dopo il 1142)
- Trucco I †
- Bonifacio I †[31]
- Odoardo † (prima del 1150 - dopo il 1155)
- Roberto † (menzionato nel 1159)
- Lanterio I † (prima del 1171 - dopo il 1179)
- Alessandro † (menzionato nel 1180 circa)
- Alnardo † (menzionato nel 1189 e 1196)[32]
- Ibaldo Fieschi † (fine XII secolo)
- Trucco II † (menzionato nel 1199)[33]
- Oberto I † (1205 - 1º ottobre 1211 deposto)
- Enrico † (menzionato nel 1212)
- Oberto II † (1216 o 1217[34] - dopo il 1225)
- Simone I † (prima del 1230 - dopo il 1231)
- Bonifacio II † (menzionato nel 1233)
- Sinibaldo Fieschi † (prima del 1235 - 1238 dimesso, in seguito eletto papa con il nome di Innocenzo IV)
- Simone II † (1238 - ?)
- Imperiale Doria †
- Lanterio II † (prima del 1250 - 1255 ? deceduto)
- Lanfranco di Negro, O.F.M. † (17 febbraio 1255 - circa 1288 deceduto)
- Nicolò Vaschino, O.F.M. † (28 gennaio 1292 - dopo il 1302 deceduto)
- Emanuele Spinola † (13 maggio 1309[35] - circa 1320 deceduto)
- Giovanni, O.F.M. † (18 luglio 1321 - 1328 deceduto)
  - Federico Cibo † (28 novembre 1328 - 4 dicembre 1329 dimesso) (amministratore apostolico)
- Federico di Ceva † (4 dicembre 1329 - 1349 deceduto)
- Giovanni di Ceva † (18 febbraio 1350 - 13 settembre 1364 nominato vescovo di Tortona)
- Giovanni Fieschi † (13 settembre 1364 - 1390 deceduto)
- Gilberto Fieschi † (1390 - dopo il 1415 deceduto)
- Antonio Da Ponte † (10 luglio 1419 - 1429 deceduto)
- Matteo Del Carretto † (2 dicembre 1429 - 1448 deceduto)
  - Giorgio Fieschi † (31 luglio 1448 - 21 dicembre 1459 dimesso) (amministratore apostolico)
  - Napoleone Fieschi † (21 dicembre 1459 - 1466 deceduto) (amministratore apostolico)
- Valerio Calderina † (5 novembre 1466 - gennaio 1472 deceduto)
- Girolamo Basso della Rovere † (14 febbraio 1472 - 5 ottobre 1476 nominato vescovo di Recanati e Macerata)
- Leonardo Marchese † (5 ottobre 1476 - 31 luglio 1513 deceduto)
  - Bandinello Sauli † (5 agosto 1513 - 19 novembre 1517 dimesso) (amministratore apostolico)
  - Giulio de' Medici † (19 novembre 1517 - 5 maggio 1518 dimesso) (amministratore apostolico)
- Giangiacomo di Gambarana † (5 maggio 1518 - 1538 deceduto)
  - Girolamo Grimaldi † (15 novembre 1538 - 27 novembre 1543 deceduto) (amministratore apostolico)
  - Giovanni Battista Cicala † (5 dicembre 1543 - 30 marzo 1554 dimesso) (amministratore apostolico)
- Carlo Cicala † (30 marzo 1554 - 1572 dimesso)
- Carlo Grimaldi † (26 novembre 1572 - 11 ottobre 1581 deceduto)
  - Orazio Malaspina † (8 gennaio 1582 - 1582 deceduto) (vescovo eletto)
- Luca Fieschi † (28 marzo 1582 - 29 dicembre 1610 deceduto)
- Domenico de' Marini † (11 aprile 1611 - 18 luglio 1616 nominato arcivescovo di Genova)
- Vincenzo Landinelli † (3 agosto 1616 - 1624 dimesso)
- Pier Francesco Costa † (29 aprile 1624 - 14 marzo 1655 deceduto)
- Francesco de' Marini † (2 agosto 1655 - 29 marzo 1666 nominato vescovo di Molfetta)
- Giovanni Tommaso Pinelli, C.R. † (29 marzo 1666 - giugno 1688 deceduto)
- Alberto Blotto, O.Carm. † (24 gennaio 1689 - dicembre 1690 deceduto)
- Giorgio Spinola † (12 novembre 1691 - settembre 1714 deceduto)
- Carlo Maria Giuseppe de Fornari † (20 febbraio 1715 - 16 novembre 1730 dimesso)
- Agostino Rivarola † (11 dicembre 1730 - 31 dicembre 1745 deceduto)
- Costantino Serra, C.R.S. † (9 marzo 1746 - 21 dicembre 1763 deceduto)
- Giuseppe Francesco Maria della Torre † (11 maggio 1764 - 9 febbraio 1779 deceduto)
- Stefano Giustiniani † (12 luglio 1779 - 29 marzo 1791 deceduto)
- Paolo Maggiolo † (26 settembre 1791 - 7 agosto 1802 deceduto)
- Angelo Vincenzo Andrea Maria Dania, O.P. † (20 dicembre 1802 - 6 settembre 1818 deceduto)
- Carmine Cordiviola † (2 ottobre 1820 - 29 agosto 1827 deceduto)
  - Sede vacante (1827-1832)
- Vincenzo Tommaso Pirattoni, O.P. † (24 febbraio 1832 - 25 ottobre 1839 deceduto)
- Raffaele Biale † (27 aprile 1840 - 12 aprile 1870 deceduto)
- Pietro Anacleto Siboni † (27 ottobre 1871 - 23 giugno 1877 deceduto)
- Gaetano Alimonda † (21 settembre 1877 - 12 maggio 1879 dimesso[36])
- Filippo Allegro † (12 maggio 1879 - 2 dicembre 1910 deceduto)
- Giosuè Cattarossi † (11 aprile 1911 - 21 novembre 1913 nominato vescovo di Feltre e Belluno)
- Celso Carletti (Pacifico da Seggiano), O.F.M.Cap. † (25 agosto 1914 - 22 ottobre 1914 deceduto)
- Angelo Cambiaso † (22 gennaio 1915 - 6 gennaio 1946 deceduto)
- Raffaele De Giuli † (18 febbraio 1946 - 18 aprile 1963 deceduto)
- Gilberto Baroni † (30 maggio 1963 - 27 marzo 1965 nominato vescovo di Reggio Emilia)
- Alessandro Piazza † (18 maggio 1965 - 6 ottobre 1990 ritirato)
- Mario Oliveri (6 ottobre 1990 - 1º settembre 2016 dimesso)
- Guglielmo Borghetti, succeduto il 1º settembre 2016

## Statistiche
La diocesi nel 2022 su una popolazione di 172.000 persone contava 153.000 battezzati, corrispondenti all'89,0% del totale.
| anno | popolazione | popolazione | popolazione | presbiteri | presbiteri | presbiteri | presbiteri                | diaconi | religiosi | religiosi | parrocchie |
| anno | battezzati  | totale      | %           | numero     | secolari   | regolari   | battezzati per presbitero | diaconi | uomini    | donne     | parrocchie |
| ---- | ----------- | ----------- | ----------- | ---------- | ---------- | ---------- | ------------------------- | ------- | --------- | --------- | ---------- |
| 1905 | ?           | 119.280     | ?           | 571        | 485        | 86         | ?                         |         | ?         | ?         | 170        |
| 1959 | 117.280     | 117.500     | 99,8        | 328        | 226        | 102        | 357                       |         | 140       | 935       | 169        |
| 1969 | 148.584     | 148.770     | 99,9        | 268        | 182        | 86         | 554                       |         | 94        | 895       | 136        |
| 1980 | 165.500     | 165.792     | 99,8        | 252        | 168        | 84         | 656                       | 1       | 111       | 786       | 192        |
| 1990 | 164.700     | 165.300     | 99,6        | 216        | 140        | 76         | 762                       | 2       | 98        | 703       | 164        |
| 1999 | 162.000     | 164.000     | 98,8        | 197        | 129        | 68         | 822                       | 12      | 84        | 481       | 162        |
| 2000 | 162.000     | 164.000     | 98,8        | 194        | 130        | 64         | 835                       | 14      | 80        | 470       | 162        |
| 2001 | 162.000     | 164.000     | 98,8        | 192        | 131        | 61         | 843                       | 16      | 77        | 470       | 162        |
| 2002 | 162.000     | 164.000     | 98,8        | 195        | 136        | 59         | 830                       | 16      | 75        | 468       | 162        |
| 2003 | 162.000     | 164.000     | 98,8        | 182        | 128        | 54         | 890                       | 16      | 72        | 464       | 162        |
| 2004 | 162.000     | 164.000     | 98,8        | 192        | 134        | 58         | 843                       | 17      | 74        | 403       | 162        |
| 2006 | 163.000     | 165.000     | 98,8        | 196        | 139        | 57         | 831                       | 17      | 73        | 443       | 163        |
| 2012 | 158.000     | 168.200     | 93,9        | 176        | 129        | 47         | 897                       | 22      | 61        | 331       | 162        |
| 2015 | 158.400     | 171.500     | 92,4        | 182        | 135        | 47         | 870                       | 21      | 59        | 316       | 162        |
| 2018 | 162.600     | 176.000     | 92,4        | 173        | 134        | 39         | 939                       | 23      | 48        | 233       | 162        |
| 2020 | 157.000     | 176.000     | 89,2        | 165        | 126        | 39         | 951                       | 22      | 45        | 230       | 162        |
| 2022 | 153.000     | 172.000     | 89,0        | 146        | 115        | 31         | 1.047                     | 20      | 40        | 199       | 161        |